# Robert Matera
Robert „Robal“ Matera (* 17. října 1963 Varšava) je polský kytarista, zpěvák a zakládající člen hardcorové kapely Dezerter.
V roce 1983 maturoval na technickém lyceu ve Varšavě, kde během studia založil se spolužáky hudební skupinu SS-20, která se později přejmenovala na Dezerter. V kapele, která koncertuje dodnes, je Matera kytaristou, zpěvákem a autorem hudby.